# Arto Tunçboyacıyan
Arto Tunçboyacıyan (armensko Արթօ Թունջպոյաջեան (Art'ō T'unjpoyajean), turški pevec in multi-instrumentalist avantardne ljudske glasbe in jazza armenskega rodu, * 4. avgust 1957, Carigrad, Turčija.
Je vodja in frontman svoje skupine Armenian Navy Band in član instrumentalneg kvarteta Night Ark.
Sodeloval je na več kot 200 ploščah v Evropi. V ZDA je sodeloval s številnimi jazz glasbeniki, kot so Chet Baker, Marc Johnson, Al Di Meola in Joe Zawinul, občasno pa je nastopal s skupino Paul Winter & the Earth Band. Sodeloval je tudi s turško pevko Sezen Aksu in grško pevko Eleftherio Arvanitaki. Njegov starejši brat Onno Tunç je bil prav tako glasbenik, s katerim je občasno sodeloval.

## Zgodnje življenje
Arto Tunçboyacıyan se je rodil v Carigradu, v Turčiji. Njegov oče je bil čevljar armenskega porekla.
Ko je bil sta enajst let, je pričel svojo kariero kot izvajalec tradicionalne anatolske glasbe. Sodeloval je s številnimi glasbeniki, med katerimi je bil tudi njegov brat Onno Tunç, in se uveljavil kot profesionalni glasbenik tako v Turčiji kot v Evropi.
Leta 1981 se je Tunçboyacıyan preselil v ZDA in se naselil v New Yorku.

## Kariera
Sodeloval je z armensko-ameriškim glasbenikom Arom Dinkjianom. Leta 1985 je bil ustanovljen kvartet Night Ark, katerega ustanovitelj in vodja je bil Dinkjian. Z Dinkjianom je v 90. letih posnel dva projekta, Tears of Dignity (1994) in Onno (1996). Onno je bil posvečen njegovemu bratu Onnu, ki je istega leta umrl v letalski nesreči.
Leta 1988 sta izšla njegova solo albuma Virginland in Main Root. Leta 1997 je v Turčiji izšel njegov album Aile Muhabbeti, ki je služil kot filmska glasba v filmih Hemso (2001) in Mon père est ingénieur (2004). Skladbe je komponiral z armenskimi in turškimi glasbeniki. Leta 2000 je izdal album Every Day is a New Life.
Leta 1998 se je Tunçboyacıyan vrnil v prestolnico Armenije, Erevan, kjer je srečal pianista in klaviaturista Vahagna Hayrapetyana. Skupaj sta kmalu organizirala vaje, da bi privabila glasbenike in ustanovila novo skupino. Prišlo je deset lokalnih glasbenikov in ustanovljena je bila skupina Armenian Navy Band.
Nekaj mesecev kasneje, leta 1999, je skupina v Erevanu posnela debitantski album Bzdik Zinvor. Projektu je leta 2000 sledila prva evropska turneja, ki je potekala v Italiji, Avstriji, Španiji, Franciji, Belgiji in na Nizozemskem. Med postankom v Crigradu leta 2001 je skupina posnela svoj drugi album, New Apricot, ki je izšel istega leta.
Naslednji album skupine je bil Türkçe Sözlü Hafif Anadolu Müziği (slovensko: Lahka Anatolska glasba s turškimi besedami), ki je bil posnet pozimi 2001.
Projekt Serart, je sodelovanje Tunçboyacıyana s Serjom Tankianom iz skupine System of a Down. Skupne točke sta našla v armenskih koreninah in željah po ustvarjanju popolnoma nove glasbe.
Konec leta 2003 je bil v erevanskem studiu ustvarjen nov projekt. Šlo je za začetek večjega zvočnega projekta Sound of Our Life – Part One: Natural Seeds. Projekt je ustvaril Arto z zasedbo Armenian Navy Band, ki je konec leta 2006 združila talente še za drugi del omenjenega projekta.
Leta 2004 je Arto Tunçboyacıyan otvoril ANB klub avantgardne ljudske glasbe v Erevanu. Leta 2006 je bil Armenian Navy Band nominiran za najboljšo evropsko glasbeno skupino in za nagrado občinstva na BBC nagradah svetovne glasbe leta 2006.
Na albumu Toxicity zasedbe System of a Down se nahaja skrita skladba, kjer je Arto prispeval tradicionalno armensko katoliško himno "Der Voghormya (Lord Have Mercy)". Na istem albumu je odigral instrumentalni del skladbe "Science", njegov glas pa se lahko sliši tudi v skladbi "Bubbles" na albumu Steal This Album!
Leta 2007 je s turško-ameriškim rock kitaristom Yasarjem Kurtom ustanovil zasedbo Yash-Ar.  Yash-Ar je zloženka iz prvega dela Artovega in Yasarjevega imena.
Februarja 2011 je Tunçboyacıyan kot član skupine The Paul Winter Consort osvojil Grammyja za najboljši New Age album za Miho: Journey to the Mountain.

### Armenian Navy Band
Zasedba skupine The Armenian Navy Band je tako tradicionalna (duduk, zurna, kemanche, kanun) kot sodobna (trombon, alt saksofon, sopran saksofon, trobenta, kontrabas, bobni, klaviature in klavir). Skupina izvaja mešanico moderne in prirejene armenske ljudske glasbe.
- Arto Tunçboyacıyan – tolkala, vokali, bular
- Anahit Artushyan  – kanun
- Armen Ayvazyan – kemanche
- Armen Hyusnunts – tenor in sopran saksofon
- Ashot Harutiunyan – trombone
- David Nalchajyan – alt saksofon
- Tigran Suchyan – trobenta
- Norayr Kartashyan – blul, duduk, zurna
- Vardan Grigoryan – duduk, zurna
- Arman Jalalyan – bobni
- Vahagn Hayrapetyan – klavir, klaviature
- Artyom Manukyan – kontrabas, čelo
- Vardan Arakelyan – kontrabas
- Gagik Khodavirdi – kitara
- Vahram Davtyan – trombon

## Izbrana diskografija

### Solo
| Year | Album                             | Drugi izvajalci                | Založba                                 |
| ---- | --------------------------------- | ------------------------------ | --------------------------------------- |
| 1989 | Virgin Land                       |                                | Keytone/Svota Music                     |
| 1994 | Main Roots                        |                                | Keytone/Svota Music                     |
| 1996 | Tears of Dignity                  | Ara Dinkjian                   | Svota Music                             |
| 1998 | Onno                              |                                | Svota Music                             |
| 1998 | Triboh                            | M. P. de Vito in R. Marcotulli | PoloSud                                 |
| 1998 | Avci                              |                                | Svota Music/Imaj Müzik                  |
| 2000 | Every Day Is a New Life           |                                | Living Music/Earth Music Production     |
| 2001 | Aile Muhabbeti                    |                                | Svota Music                             |
| 2003 | Serart                            | Serj Tankian                   | Serjical Strike/Columbia                |
| 2003 | Türkçe Sözlü Hafif Anadolu Müziği |                                | Imaj Müzik/Svota Music/Heaven and Earth |
| 2005 | Artostan                          |                                | Svota Music/Heaven and Earth            |
| 2005 | Love Is Not in Your Mind          |                                | Svota Music/Heaven and Earth            |

### Armenian Navy Band
| Year | Album                                       | Založba                      |
| ---- | ------------------------------------------- | ---------------------------- |
| 1999 | Bzdik Zinvor                                | Svota Music                  |
| 2001 | New Apricot                                 | Svota Music                  |
| 2004 | Sound of Your Life Part I - "Natural Seeds" | Svota Music/Heaven and Earth |
| 2006 | How Much Is Yours                           | Svota Music                  |
| 2009 | Under Your Thoughts                         | Svota Music                  |

### Night Ark
| Year | Album               | Založba                |
| ---- | ------------------- | ---------------------- |
| 1986 | Picture             | RCA/Novus              |
| 1988 | Moments             | RCA/Novus              |
| 1998 | In Wonderland       | PolyGram               |
| 2000 | Petals on Your Path | EmArcy                 |
| 2000 | Treasures           | Traditional Crossroads |

### Yash-Ar
- Nefrete Kine Karşı (Arma Music, 2009)

### Kot studijski glasbenik
Arthur Blythe
- Night Song (Clarity, 1997)

Al Di Meola
- World Sinfonia (Tomato, 1991)
- World Sinfonia II – Heart of the Immigrants (Tomato, 1993)
- World Sinfonía III – The Grande Passion (Telarc, 2000)

Human Element
- Human Element (Abstract Logix, 2011)
- You Are In You (Human Element Music, 2018)

Marc Johnson & Right Brain Patrol
- Right Brain Patrol (JMT, 1991)
- Magic Labyrinth (JMT, 1995)

Paul Motian & Simon Nabatov
- Circle the Line (GM, 1986)

Hank Roberts
- Little Motor People (JMT, 1993)

Paul Winter & The Earth Band
- Journey With The Sun (Living Music, 2000)

## Druga sodelovanja
| Year | Izvajalec                                          | Skladba        | Album                     |
| ---- | -------------------------------------------------- | -------------- | ------------------------- |
| 2001 | System of a Down feat. Arto Tunçboyacıyan          | "Science"      | Toxicity                  |
| 2001 | System of a Down feat. Arto Tunçboyacıyan          | "Arto"         | Toxicity                  |
| 2002 | System of a Down feat. Arto Tunçboyacıyan          | "Bubbles"      | Steal This Album!         |
| 2003 | Wax Poetic feat. Norah Jones in Arto Tunçboyacıyan | "Angels"       | Nublu Sessions            |
| 2011 | Kargin Studio                                      | «Alabalanitsa» | «Alabalanitsa Soundtrack» |
| 2012 | maNga                                              | "Hoş Geldin"   | e-akustik                 |

## Filmografija
- 2017: Nice Evening (Լավ Երեկո), poseben gost, kot on

## Nagrade in priznanja
- Armenian Music Award (2002) [15]
- World Music Award (2006)[9]
- Armenian Music Award (2007)
- Grammy (2011)